# Mary Todd Lincoln
Pour les articles homonymes, voir Lincoln.
Mary Todd Lincoln, née Mary Ann Todd le 13 décembre 1818 à Lexington au Kentucky, et morte le 16 juillet 1882 à Springfield dans l'Illinois, était l'épouse d'Abraham Lincoln, seizième président des États-Unis, et fut donc Première dame des États-Unis de 1861 à 1865.

## Biographie

### Jeunesse

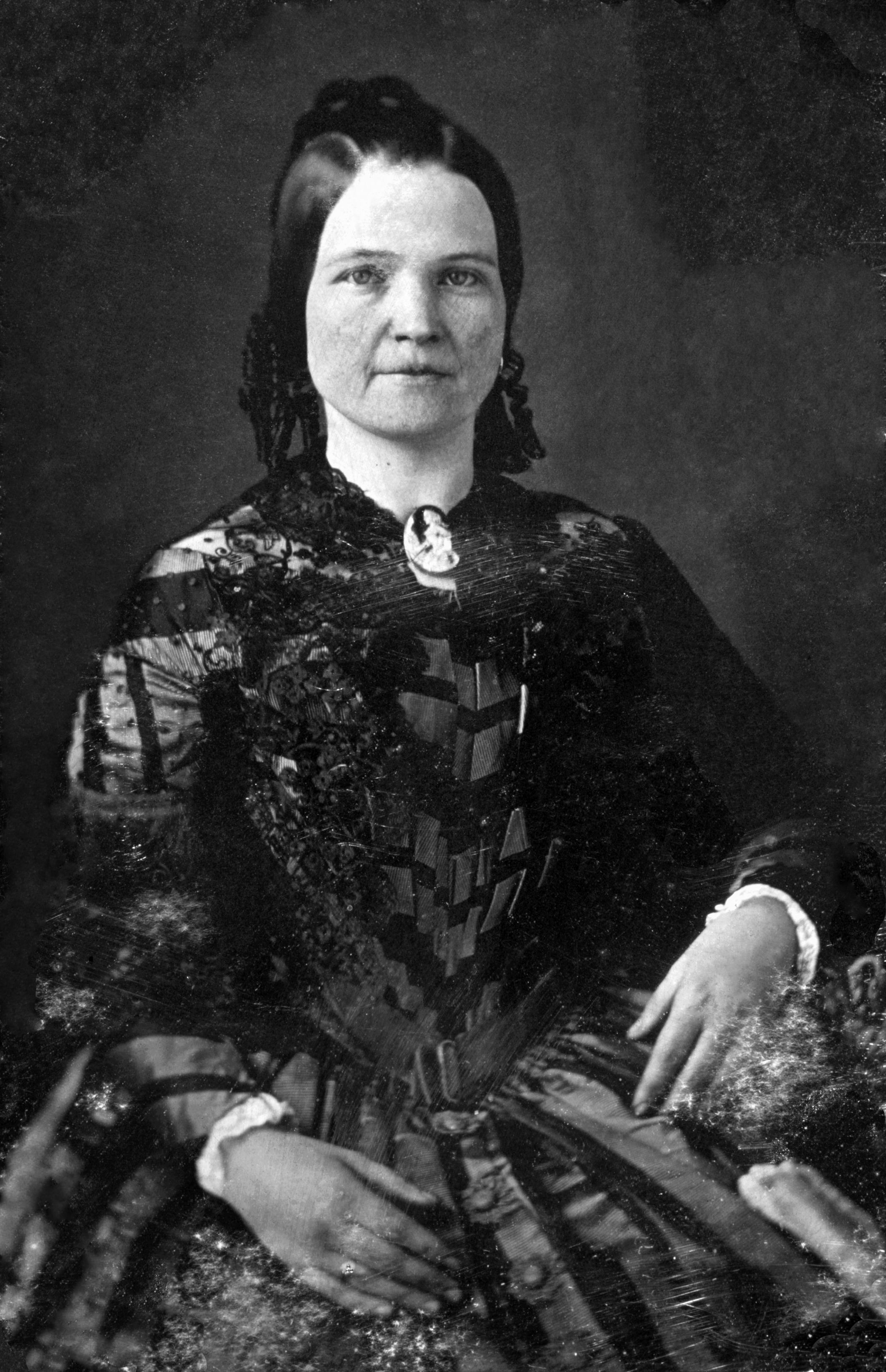
Mary Todd Lincoln en 1846 ou 1847.

Née à Lexington au Kentucky, dans une famille aisée, elle est la quatrième des sept enfants de Robert Smith Todd, un banquier, et de son épouse Elizabeth Parker. Sa mère meurt en 1825, et son père se remarie l'année suivante avec Elizabeth Humphreys. De ses deux unions naitront quinze enfants.
Mary Todd reçoit une bonne éducation, elle étudie la musique et la danse, et parle couramment le français. Jolie et vive, elle devient une jeune fille populaire dans la bonne société de Lexington. 
En 1839, elle quitte la maison familiale pour aller vivre chez sa sœur ainée, Elizabeth Todd Edwards, à Springfield en Illinois, où elle rencontre un brillant et prometteur avocat Abraham Lincoln.

### Mariage et famille
Après deux ans de fréquentation, Mary Todd l'épouse le 4 novembre 1842, le couple s'installe à Springfield, où Lincoln devient un avocat prospère et respecté, alors que Mary Lincoln s'occupe de la maisonnée. 
Le couple a quatre enfants :
- Robert Todd Lincoln (1843-1926), avocat, diplomate et homme d'affaires ;
- Edward Baker Lincoln, surnommé "Eddie" (1846-1850) ;
- William Wallace Lincoln, surnommé "Willie" (1850-1862) ;
- Thomas Lincoln, surnommé "Tad" (1853-1871).

Selon tous les avis, les Lincoln forment un couple uni et sont des parents aimants et dévoués. Tragiquement, seul leur fils ainé, Robert, vivra jusqu'à l'âge adulte et survivra à sa mère.

### Première dame des États-Unis
Lorsque son mari décide de se lancer en politique, Mary Todd Lincoln l'encourage et le soutient farouchement. Lorsqu'il est élu président en novembre 1860, il doit bientôt gérer une des pires crises de l'histoire américaine, la guerre de Sécession.
Étant originaire du Kentucky, un État sudiste, Mary Todd Lincoln est très impopulaire à Washington, on l'accuse même d'ingérence et d'espionnage. De nature nerveuse, ces critiques et ces accusations la blessent profondément et la rendent de plus en plus irascible et méfiante avec l'entourage de son mari. La mort de son fils, Willie (en), en février 1862, ne fait qu'aggraver son état d'esprit ; après sa disparition, elle invite à la Maison-Blanche des « spécialistes » en occultisme, ce qui ternit davantage sa réputation. 
Très dépensière, elle fait acquérir pour la Maison-Blanche deux services complets de porcelaine, une extravagance en plein conflit. Elle remplace aussi les lustres, fait couvrir les fauteuils de soie, installer de nouveaux tapis et papiers peints et rénover entièrement les appartements privés. Initialement, elle souhaite cacher cette dette à son mari, ayant dépensé en quelques mois la somme allouée pour quatre ans. Manipulant les comptes, elle essaie de faire passer ces achats sur le compte de l'entretien du Capitole et des jardins publics, tente de faire baisser le budget de fonctionnement de la résidence présidentielle en licenciant certains domestiques et augmente fictivement les notes d'épicerie. Pourtant, cela ne suffit pas et Abraham Lincoln finit par être mis au courant de la situation, entrant dans une rare colère et déclarant : « Le peuple américain serait scandalisé d'apprendre que le président a requis une rallonge budgétaire pour couvrir les dépenses dépassant de moitié les 20 000 dollars alloués, tout cela pour acheter du bric-à-brac pour cette vieille baraque, alors que les soldats n'ont même pas de couvertures ! Cette maison était tout à fait bien meublée, mieux, en tout cas, qu'aucune de celles que nous avons habitées. Si Mme Lincoln doit en endosser la responsabilité, grand bien lui fasse ! Moi, je refuse de participer à ça ». Finalement, le président promet de rembourser les sommes dues, ce à quoi s'oppose la Première dame, qui considère que cela dépasse les moyens, regrettant par ailleurs que son mari soit un « obsédé de l'honnêteté ».
En novembre 1864, Lincoln est réélu président et quelques mois plus tard la guerre de Sécession se termine. Mary Todd Lincoln perd trois de ses frères dans la guerre, tous engagés dans l'armée confédérée. Elle espère alors pouvoir enfin jouer son rôle de Première dame d'une nation en paix. Son vœu ne sera pas exaucé : le 14 avril 1865, elle et son mari assistent à une pièce au théâtre Ford à Washington, lorsqu'en pleine représentation, le président est abattu par balle. Il est transporté agonisant dans la maison d'en face, où il meurt le lendemain.

### Après l'assassinat d'Abraham Lincoln
Elle retourne vivre en Illinois, et on lui accorde une pension de 3 000 $ par an en tant que veuve du président. La mort de son fils cadet, Tad, en 1871, la plonge dans une dépression encore plus profonde. 
Sa conduite devient de plus en plus incohérente, elle dépense follement tout en se plaignant d'être ruinée et se met à parler de complot pour l'assassiner. Son fils ainé, Robert, inquiet et embarrassé de la situation, la fait hospitaliser dans une maison de repos contre son gré en 1875. Elle obtient le droit d'en sortir trois mois plus tard, et retourne vivre chez sa sœur, Elizabeth Edwards, mais ne pardonne jamais le geste de son fils qu'elle considère comme une trahison. 
Mary Lincoln part alors deux fois en Europe. Elle s’installe entre autres pendant quelques mois à Francfort et plus tard un temps à Pau, en France. 
De retour en Amérique, désormais presque aveugle, elle se blesse grièvement à la colonne vertébrale, lors d'une chute en 1879. Elle passe ses dernières années alitée, et s'éteint à l'âge de 63 ans. Elle est inhumée auprès de son mari et de ses trois fils à Springfield (dans l'Illinois).

### Bilan
Mary Todd Lincoln demeure une figure controversée de l'histoire américaine ; plusieurs hypothèses ont été émises sur les causes de son comportement, bien qu'il soit impossible de le confirmer, elle souffrait probablement de trouble bipolaire.

## Dans la fiction
- 1939 : dans le film américain Vers sa destinée (rôle interprété par Marjorie Weaver)
- 2007 : dans le film américain Benjamin Gates et le Livre des secrets (rôle interprété par Judy Renihan)
- 2007 : citée dans le film américain L'Assassinat de Jesse James par le lâche Robert Ford d'Andrew Dominik, par Jesse James lorsqu’il était avec son gang dans la forêt de Blue Cut (Missouri), avant l’attaque du train
- 2012 : dans le film américain Lincoln (rôle interprété par Sally Field)
- 2012 : dans le film américain Abraham Lincoln, chasseur de vampires (rôle interprété par Mary Elizabeth Winstead)
- 2013 : citée dans le film américain White House Down par l'épouse du Président Sawyer lorsqu'elle lui offre une montre à gousset (madame Lincoln avait fait de même avec son mari).
- 2015 : citée dans le film américain Les Huit Salopards de Quentin Tarantino